# X Legislatura del Congreso Nacional de Venezuela
La X Legislatura del Congreso Nacional de Venezuela inició el 23 de enero de 1999, tras las elecciones del 8 de noviembre de 1998 y fue la última legislatura del Congreso Nacional. El 25 de agosto de 1999, la Asamblea Nacional Constituyente (ANC) suspendió las sesiones del Congreso mediante un decreto y lo redujo a su Comisión Delegada, decretando el Régimen de Transición del Poder Público el 22 de diciembre de 1999. El Congreso posteriormente sería disuelto el 28 de marzo de 2000 por la ANC, cesando en sus funciones a los senadores y diputados que lo integraban. El Congreso fue sucedido por la Asamblea Nacional, el nuevo Parlamento unicameral establecido en la Constitución de 1999.

## Bancadas

### Senado
| Partido                              | Escaños |
| ------------------------------------ | ------- |
| Acción Democrática                   | 21      |
| Movimiento Quinta República          | 8       |
| Copei                                | 6       |
| Proyecto Venezuela                   | 3       |
| Movimiento al Socialismo             | 5       |
| Patria Para Todos                    | 4       |
| Convergencia                         | 3       |
| La Causa Radical                     | 1       |
| Apertura a la Participación Nacional | 1       |
| Renovación                           | 1       |
| Partido Comunista de Venezuela       | 1       |
| Total                                | 54      |
| Fuente: Nohlen                       |         |

### Cámara de Diputados
| Partido                                           | Escaños |
| ------------------------------------------------- | ------- |
| Acción Democrática                                | 61      |
| Movimiento Quinta República                       | 35      |
| Copei                                             | 26      |
| Movimiento al Socialismo                          | 24      |
| Proyecto Venezuela                                | 20      |
| Patria Para Todos                                 | 11      |
| Convergencia                                      | 6       |
| La Causa Radical                                  | 5       |
| Apertura a la Participación Nacional              | 3       |
| Integración, Representación, Nueva Esperanza      | 3       |
| Renovación                                        | 2       |
| Partido Comunista de Venezuela                    | 2       |
| Organización Renovadora Auténtica                 | 2       |
| Unidos por los Derechos Humanos                   | 1       |
| Solidaridad Independiente                         | 1       |
| Unión Republicana Democrática                     | 1       |
| Movimiento de Integridad Nacional                 | 1       |
| Movimiento Electoral del Pueblo                   | 1       |
| Organización Fuerza en Movimiento                 | 1       |
| Movimiento por la Democracia Popular-Bandera Roja | 1       |
| Total                                             | 207     |
| Fuente: Nohlen                                    |         |

## Senadores
| Entidad federal  | Senador                          | Partido político                |
| ---------------- | -------------------------------- | ------------------------------- |
| Distrito Federal | Luis Miquilena                   | Movimiento V República          |
| Distrito Federal | William Izarra                   | Movimiento V República          |
| Amazonas         | Augusto Ortega Lima              | Acción Democrática              |
| Amazonas         | José Pereira                     | Copei                           |
| Anzoátegui       | Carlos Canache Mata              | Acción Democrática              |
| Anzoátegui       | Luis Alfonso Dávila (presidente) | Movimiento V República          |
| Apure            | Miriam Berdugo                   | Acción Democrática              |
| Apure            | José Canaan Hurtado              | Acción Democrática              |
| Aragua           | Carlos Tablante                  | Movimiento al Socialismo        |
| Aragua           | Isaías Rodríguez                 | Movimiento V República          |
| Barinas          | Carmelo Lauría                   | Acción Democrática              |
| Barinas          | Hernán Escarrá                   | Movimiento V República          |
| Bolívar          | Manuel Rodríguez                 | Acción Democrática-Convergencia |
| Bolívar          | Alí Rodríguez Araque             | Patria Para Todos               |
| Carabobo         | Miguel Power                     | Proyecto Venezuela              |
| Carabobo         | Luis Lisardi                     | Movimiento V República          |
| Cojedes          | Paulina Gamus                    | Acción Democrática              |
| Cojedes          | Haydée Castillo                  | Copei                           |
| Delta Amacuro    | Apolinar Martínez                | Acción Democrática              |
| Delta Amacuro    | Armando Salazar                  | Movimiento al Socialismo        |
| Falcón           | Arnaldo Morales                  | Acción Democrática              |
| Falcón           | Arístides Beaujon                | Copei                           |
| Guárico          | Pedro Hernández                  | Acción Democrática              |
| Guárico          | Carlos Guyón                     | Movimiento V República          |
| Lara             | José Mariano Navarro             | Acción Democrática              |
| Lara             | Víctor Hugo D' Paola             | Movimiento al Socialismo        |
| Mérida           | José Machado Hurtado             | Acción Democrática              |
| Mérida           | Ernesto Luis Palacios Cruz       | Movimiento V República          |
| Miranda          | Pablo Medina                     | Patria Para Todos               |
| Miranda          | Lorenzo Azpurua Marturet         | Proyecto Venezuela              |
| Monagas          | Guillermo Call                   | Acción Democrática              |
| Monagas          | David Paravisini                 | Movimiento V República          |
| Nueva Esparta    | Morel Rodríguez Avila            | Acción Democrática              |
| Nueva Esparta    | Orlando Contreras Pulido         | Copei                           |
| Portuguesa       | José Ignacio Casal               | Acción Democrática              |
| Portuguesa       | Juan José Briceño G.             | Movimiento al Socialismo        |
| Sucre            | Rosa Hernández de Bethermit      | Acción Democrática              |
| Sucre            | Ramón Martínez                   | Movimiento al Socialismo        |
| Táchira          | Edgar Flórez                     | Copei                           |
| Táchira          | Carlos Andrés Pérez              | Apertura                        |
| Trujillo         | Lewis Pérez                      | Acción Democrática              |
| Trujillo         | Arturo Cardozo                   | Partido Comunista de Venezuela  |
| Vargas           | Rafael Poleo                     | Acción Democrática              |
| Vargas           | Alexander Luzardo                | Movimiento V República          |
| Yaracuy          | Juan José Caldera                | Convergencia                    |
| Yaracuy          | Faleh Neser Ahmad                | Convergencia                    |
| Zulia            | Ixora Rojas                      | Acción Democrática              |
| Zulia            | Oscar Belloso Medina             | Copei                           |
| Zulia            | Jesús R. Esparza Bracho          | La Causa Radical                |

## Diputados
| Entidad federal  | Diputado                                    | Circuito | Partido político                  |
| ---------------- | ------------------------------------------- | -------- | --------------------------------- |
| Distrito Federal | Freddy Bernal                               | 1        | Movimiento V República            |
| Distrito Federal | Carlos Melo                                 | 2        | Movimiento V República            |
| Distrito Federal | Nicolás Maduro                              | 3        | Movimiento V República            |
| Distrito Federal | Omar Mezza                                  | 4        | Movimiento V República            |
| Distrito Federal | Aristóbulo Istúriz                          | 5        | Patria Para Todos                 |
| Distrito Federal | Cilia Flores                                | 6        | Movimiento V República            |
| Distrito Federal | Vicente Bello                               | 7        | Movimiento al Socialismo          |
| Distrito Federal | Rafael Marín                                | Lista    | Acción Democrática                |
| Distrito Federal | Jorge Millán                                | Lista    | Acción Democrática                |
| Distrito Federal | Luis Rizek                                  | Lista    | Proyecto Venezuela                |
| Distrito Federal | Mireya Rodríguez                            | Lista    | Proyecto Venezuela                |
| Distrito Federal | Maritza Martínez                            | Lista    | Proyecto Venezuela                |
| Distrito Federal | Alejandro Gómez                             | Lista    | Proyecto Venezuela                |
| Distrito Federal | Tarek William Saab                          | Lista    | Movimiento V República            |
| Distrito Federal | Luis Manuel Esculpi                         | Lista    | Movimiento al Socialismo          |
| Amazonas         | Luis Aquiles Moreno                         | 1        | Acción Democrática                |
| Amazonas         | Antonio Mirabal                             | Lista    | Acción Democrática                |
| Amazonas         | Carmen Nieves Cardozo                       | Lista    | Copei                             |
| Anzoátegui       | Héctor Osorio                               | 1        | Acción Democrática                |
| Anzoátegui       | Nancy Andrade                               | 2        | Acción Democrática                |
| Anzoátegui       | Cristóbal Osorio                            | 3        | Patria Para Todos                 |
| Anzoátegui       | Héctor Figuera                              | 4        | Movimiento V República            |
| Anzoátegui       | Pedro Tábata Guzmán                         | Lista    | Acción Democrática                |
| Anzoátegui       | Rafael Uzcátegui                            | Lista    | Patria Para Todos                 |
| Anzoátegui       | Eleuterio Benítez                           | Lista    | La Causa Radical                  |
| Anzoátegui       | David De Lima                               | Lista    | La Causa Radical                  |
| Anzoátegui       | Alberto Franceschi                          | Lista    | Proyecto Venezuela                |
| Apure            | Lilian Arvelo                               | 1        | Acción Democrática                |
| Apure            | Edgar Polanco                               | Lista    | Acción Democrática                |
| Apure            | Jesús Aguilarte Gámez                       | Lista    | Movimiento V República            |
| Aragua           | José Gómez Fébres                           | 1        | Movimiento al Socialismo          |
| Aragua           | Leopoldo Puchi                              | 1        | Movimiento al Socialismo          |
| Aragua           | José G. Hernández                           | 2        | Movimiento al Socialismo          |
| Aragua           | Ismael García                               | 3        | Movimiento al Socialismo          |
| Aragua           | Nestor Rodríguez                            | 4        | Movimiento al Socialismo          |
| Aragua           | Alejandro Armas                             | Lista    | Movimiento V República            |
| Aragua           | Pedro Grespan                               | Lista    | Movimiento V República            |
| Aragua           | Juan Lozada                                 | Lista    | Movimiento V República            |
| Aragua           | José V. Hermoso                             | Lista    | Copei                             |
| Aragua           | Antonio Aranguren                           | Lista    | Acción Democrática                |
| Aragua           | Douglas Dáger                               | Lista    | Proyecto Venezuela                |
| Barinas          | Wladimir Ruiz Tirado                        | 1        | Movimiento al Socialismo          |
| Barinas          | Larry López                                 | 2        | Movimiento V República            |
| Barinas          | Marco Maldonado                             | Lista    | Acción Democrática                |
| Barinas          | Laure Nicotra                               | Lista    | Acción Democrática                |
| Bolívar          | Edwin Zambrano                              | 1        | Patria Para Todos                 |
| Bolívar          | Antonio Briceño                             | 2        | Movimiento V República            |
| Bolívar          | José Albornoz                               | 2        | Patria Para Todos                 |
| Bolívar          | Antonio Suárez                              | 2        | Movimiento V República            |
| Bolívar          | Rafael Rodríguez Acosta                     | 3        | Acción Democrática                |
| Bolívar          | Nerio Rauseo                                | Lista    | Acción Democrática                |
| Bolívar          | Luis Beltrán Franco                         | Lista    | Acción Democrática                |
| Bolívar          | Dellis Manzoul                              | Lista    | Acción Democrática                |
| Bolívar          | Alejandro Silva                             | Lista    | Patria Para Todos                 |
| Bolívar          | Maritza Velazco                             | Lista    | Patria Para Todos                 |
| Carabobo         | Víctor León                                 | 1        | Proyecto Venezuela                |
| Carabobo         | Vestalia de Araujo                          | 2        | Proyecto Venezuela                |
| Carabobo         | Julio Castillo Sagarzazu                    | 3        | Proyecto Venezuela                |
| Carabobo         | Gerardo Saer                                | 3        | Proyecto Venezuela                |
| Carabobo         | Salvador Feo La Cruz                        | 3        | Proyecto Venezuela                |
| Carabobo         | Rodolfo Gutiérrez                           | 4        | Movimiento V República            |
| Carabobo         | Fernando Damianoff                          | 5        | Movimiento V República            |
| Carabobo         | Gustavo Márquez Marín                       | 6        | Movimiento al Socialismo          |
| Carabobo         | Carlos Julio Lamarche                       | Lista    | Proyecto Venezuela                |
| Carabobo         | Guillermo Romero Lizarraga                  | Lista    | Proyecto Venezuela                |
| Carabobo         | Gustavo Coronel                             | Lista    | Proyecto Venezuela                |
| Carabobo         | Nelson Rampersand                           | Lista    | Polo Patriótico                   |
| Carabobo         | Edgar Guerra                                | Lista    | Polo Patriótico                   |
| Carabobo         | Nancy Pérez                                 | Lista    | Polo Patriótico                   |
| Carabobo         | Henry Ramos Allup                           | Lista    | Acción Democrática                |
| Carabobo         | Migdalia García                             | Lista    | Copei                             |
| Cojedes          | Antonio Hernández                           | 1        | Acción Democrática                |
| Cojedes          | Amílcar Aponte                              | Lista    | Acción Democrática                |
| Cojedes          | Carlos Ortega Perdomo                       | Lista    | Copei                             |
| Delta Amacuro    | Marcela Maspero                             | 1        | Copei                             |
| Delta Amacuro    | Tomás Barreto                               | Lista    | Movimiento al Socialismo          |
| Delta Amacuro    | Pedro Pablo González                        | Lista    | Acción Democrática                |
| Falcón           | Luis Stefanelli                             | 1        | Copei                             |
| Falcón           | Aldo Cermeño                                | 2        | Copei                             |
| Falcón           | José Luis Martínez                          | 3        | Movimiento al Socialismo          |
| Falcón           | Mabelly de León Ponte                       | Lista    | Acción Democrática                |
| Falcón           | Carlos Ortega Carvajal                      | Lista    | Acción Democrática                |
| Falcón           | Yoel Acosta Chirinos                        | Lista    | Movimiento V República            |
| Guárico          | Oswaldo Molina                              | 1        | Acción Democrática                |
| Guárico          | Moisés Díaz Zamora                          | 2        | Patria Para Todos                 |
| Guárico          | Liliana Hernández                           | Lista    | Acción Democrática                |
| Guárico          | José Muguessa                               | Lista    | Acción Democrática                |
| Guárico          | Edgar Lugo                                  | Lista    | Movimiento V República            |
| Lara             | José Furiati                                | 1        | Movimiento V República            |
| Lara             | Crisanto Pérez                              | 1        | Movimiento V República            |
| Lara             | Martín Valero                               | 1        | Movimiento al Socialismo          |
| Lara             | Lenín Romero                                | 1        | Movimiento al Socialismo          |
| Lara             | Alejandro Gómez Sigala                      | 2        | Acción Democrática                |
| Lara             | Gonzalo Arévalo                             | 3        | Acción Democrática                |
| Lara             | Henri Falcón                                | Lista    | Movimiento V República            |
| Lara             | Edgar Silva                                 | Lista    | Movimiento V República            |
| Lara             | Pastor González                             | Lista    | Movimiento V República            |
| Lara             | Lenín Romero                                | Lista    | Movimiento al Socialismo          |
| Lara             | José Gastón Vera                            | Lista    | Acción Democrática                |
| Mérida           | Libio C. López Arellano                     | 1        | Acción Democrática                |
| Mérida           | José L. Díaz Rodríguez                      | 2        | Acción Democrática                |
| Mérida           | Ramón Guevara                               | 3        | Acción Democrática                |
| Mérida           | Leopoldo Martínez                           | Lista    | Acción Democrática                |
| Mérida           | Alvira de Avila                             | Lista    | Movimiento V República            |
| Mérida           | Edgar Mora Contreras                        | Lista    | Copei                             |
| Miranda          | Miguel Villalobos                           | 1        | Copei                             |
| Miranda          | Aurora Morales                              | 2        | Movimiento V República            |
| Miranda          | José Vicente Rangel                         | 3        | Movimiento V República            |
| Miranda          | Tony Tovar                                  | 3        | Proyecto Venezuela                |
| Miranda          | María Mayaudón                              | 3        | Proyecto Venezuela                |
| Miranda          | Gloria Capriles                             | 4        | Proyecto Venezuela                |
| Miranda          | Lino Martínez                               | 5        | Movimiento V República            |
| Miranda          | Bernardo Alvarez                            | 6        | Movimiento V República            |
| Miranda          | Luis Salas                                  | 7        | Movimiento al Socialismo          |
| Miranda          | Jorge Sucre                                 | Lista    | Proyecto Venezuela                |
| Miranda          | María Mercedes de Gessen                    | Lista    | Proyecto Venezuela                |
| Miranda          | Rubén Creixems                              | Lista    | Proyecto Venezuela                |
| Miranda          | Gustavo Coronel                             | Lista    | Proyecto Venezuela                |
| Miranda          | Nelson Chitty La Roche                      | Lista    | Copei                             |
| Miranda          | Ramón José Medina                           | Lista    | Copei                             |
| Miranda          | Freddy Lepage                               | Lista    | Acción Democrática                |
| Miranda          | Miguel Espidel                              | Lista    | Acción Democrática                |
| Miranda          | Richard Casanova                            | Lista    | Movimiento al Socialismo          |
| Miranda          | Rodolfo Sanz                                | Lista    | Patria Para Todos                 |
| Monagas          | Wilfredo Febres                             | 1        | Acción Democrática                |
| Monagas          | Arístides Hospedales                        | 2        | Acción Democrática                |
| Monagas          | José Gregorio Briceño                       | Lista    | Movimiento V República            |
| Monagas          | Marelis Pérez Marcano                       | Lista    | Movimiento V República            |
| Monagas          | Godofredo Marín                             | Lista    | Organización Renovadora Auténtica |
| Nueva Esparta    | Pedro José Velásquez                        | 1        | Copei                             |
| Nueva Esparta    | César Gil                                   | Lista    | Acción Democrática                |
| Nueva Esparta    | José Fuentes                                | Lista    | Copei                             |
| Portuguesa       | Miguel Angel Colina M.                      | 1        | Acción Democrática                |
| Portuguesa       | Oscar David Soto                            | 2        | Acción Democrática                |
| Portuguesa       | Héctor Gaester Aguilar                      | 3        | Acción Democrática                |
| Portuguesa       | Leopoldo Puchi                              | Lista    | Movimiento al Socialismo          |
| Portuguesa       | Rafael O. Rivero Bastidas                   | Lista    | Copei                             |
| Portuguesa       | Enrique Downing                             | Lista    | Convergencia                      |
| Sucre            | Felipe Mujica                               | 1        | Movimiento al Socialismo          |
| Sucre            | Douglas Nassar                              | 2        | Acción Democrática                |
| Sucre            | Carlos Borges                               | 3        | Acción Democrática                |
| Sucre            | Jesús Villarroel                            | Lista    | Movimiento al Socialismo          |
| Sucre            | Narciso Urbaneja                            | Lista    | Movimiento al Socialismo          |
| Sucre            | Miguel Ocque                                | Lista    | Acción Democrática                |
| Táchira          | José A. Alcalde Alvarez                     | 1        | Copei                             |
| Táchira          | Nelson Chacín Fernández                     | 2        | Copei                             |
| Táchira          | Rafael E. Contreras Angulo                  | 3        | Copei                             |
| Táchira          | César Pérez Vivas                           | 4        | Copei                             |
| Táchira          | Orlando Morillo León                        | Lista    | Copei                             |
| Táchira          | Orlando Darío Carrero Pérez                 | Lista    | Acción Democrática                |
| Táchira          | Walter Márquez                              | Lista    | Fuerza Tachirense                 |
| Táchira          | Eduardo Flórez Alvarado                     | Lista    | Apertura                          |
| Trujillo         | Carlos Simón Olmos                          | 1        | Acción Democrática                |
| Trujillo         | Marcial Barroeta González                   | 2        | Acción Democrática                |
| Trujillo         | Luis A. Mazzarri Montilla                   | Lista    | Acción Democrática                |
| Trujillo         | Agustín de Jesús Berríos                    | Lista    | Copei                             |
| Trujillo         | Santiago Sánchez Rodríguez                  | Lista    | Movimiento V República            |
| Vargas           | Antonio Rodríguez                           | 1        | Movimiento V República            |
| Vargas           | Manuel Isidro Molina                        | Lista    | Nuevo Régimen Democrático         |
| Vargas           | Ashlei Villavicencio                        | Lista    | Proyecto Venezuela                |
| Yaracuy          | Víctor Pérez                                | 1        | Convergencia                      |
| Yaracuy          | Angel Saturno                               | 2        | Convergencia                      |
| Yaracuy          | Rafael Parra                                | Lista    | Convergencia                      |
| Yaracuy          | Roberto Hernández                           | Lista    | Movimiento V República            |
| Zulia            | Isbelia Urdaneta Semprum                    | 1        | Acción Democrática                |
| Zulia            | Jorge Hernández Borjas                      | 1        | Acción Democrática                |
| Zulia            | Robinson Medina Abre                        | 1        | Acción Democrática                |
| Zulia            | Luis Carlos Serra Carmona                   | 1        | Acción Democrática                |
| Zulia            | Dianela M. Parra Padrón                     | 1        | Acción Democrática                |
| Zulia            | Néstor Yancen Ferrer                        | 1        | Acción Democrática                |
| Zulia            | Luis León                                   | 1        | Acción Democrática                |
| Zulia            | Carlos Alberto Barboza A.                   | 2        | Acción Democrática                |
| Zulia            | Manuel Marín Freites                        | 3        | Acción Democrática                |
| Zulia            | Edinson José Hernández                      | 4        | Acción Democrática                |
| Zulia            | Omar Barboza                                | 5        | Acción Democrática                |
| Zulia            | Abelardo Bracho Bracho                      | 6        | Acción Democrática                |
| Zulia            | Guillermo Lugo Sarcos                       | Lista    | Copei                             |
| Zulia            | Alcibíades Castro                           | Lista    | Copei                             |
| Zulia            | Henrique Capriles Radonski (vicepresidente) | Lista    | Copei                             |
| Zulia            | Luisa Ugarte Hernández                      | Lista    | Copei                             |
| Zulia            | Rafael Eugenio Colmenarez                   | Lista    | La Causa Radical                  |
| Zulia            | Alfredo Ramos                               | Lista    | La Causa Radical                  |
| Zulia            | Giovanny Finol                              | Lista    | La Causa Radical                  |
| Zulia            | Freddy Ibarra Ramírez                       | Lista    | La Causa Radical                  |
| Zulia            | César Morillo                               | Lista    | Movimiento al Socialismo          |
| Zulia            | Freddy Piña                                 | Lista    | Proyecto Venezuela                |
| Zulia            | Jorge (Carlos) Durán Centeno                | Lista    | Movimiento V República            |
| Zulia            | María de la Paz Briceño Q.                  | Lista    | Movimiento V República            |
| Zulia            | Calixto Ortega Ríos                         | Lista    | Movimiento V República            |